# پلاهچی (میسیسیپی)
پلاهچی (به انگلیسی: Pelahatchie) شهرکی در ایالت میسیسیپی کشور ایالات متحده آمریکا است که جمعیت آن در سرشماری سال ۲۰۱۰ میلادی، ۱٬۳۳۴
نفر بوده‌است.